# The Accüsed
The Accüsed (česky Obvïněn) je americká kapela založená v roce 1981 ve městě Oak Harbor ve státě Washington baskytaristou Chibonem 'Chewy' Battermanem, bubeníkem Danou Collinsem a kytaristou Tommy Niemeyerem. Zpěvák John Dahlin v kapele působil v letech 1982 až 1984. Její tvorba se dá zařadit do (pod)žánrů crossover thrash a thrashcore a ovlivnila některé pozdější významné skupiny seattleské scény. Členové kapely svůj styl označovali jako „splattercore“ a jejich maskot, zombie Martha Splatterhead se objevuje na většině jejich desek. Tematika je sociální, v textech se Martha Splatterhead vrací z mrtvých a krvavě zúčtuje s pedofily a násilníkmi na dětech. The Accüsed fungovali až do roku 1992, kdy se rozpadli, ovšem v roce 2003 se skupina opět zformovala.

## Diskografie

### Dema
- Mechanized Death (1984)

### Alba
- 1981: Brain Damage 1 (MC demo)
- 1982: Brain Damage 2 (MC demo)
- 1983: Please Pardon Our Noise, It Is the Sound of Freedom známé i jako Accused/Rejectors Split (Fatal Erection)
- 1985: Martha Splatterhead (EP, Condar)
- 1986: The Return of Martha Splatterhead (LP, Subcore and Earache)
- 1987: More Fun Than an Open Casket Funeral (LP, Combat Records)
- 1987: 38 Song Archives Tapes 1981-86 (200 audiokazet vydaných The Accüsed)
- 1988: Martha Splatterhead's Maddest Stories Ever Told (LP, znovuvydáno v roce 1991 Combat Records[2])
- 1988: Hymns for the Deranged (LP, Empty Records)
- 1990: Grinning Like an Undertaker (LP, Sub Pop, Nastymix)
- 1991: Straight Razor (EP, Nastymix)
- 1992: Splatter Rock (LP, Nastymix)
- 2006: Oh Martha! + Baked Tapes (2LP, Nuclear Blast)
- 2006: 34 Song Archives Tapes 1981-86 (Condar; #Cond002)
- 2007: Why Even Try? (EP, Condar 2007)
- 2009: The Curse of Martha Splatterhead (LP, Southern Lord Records)

### Singly a split nahrávky
- 1989: Accused/Morphius Split (Split 7" singl, Empty)
- 1992: Straight Razor (Fantagraphix Comics)
- 2002: Paint It Red
- 2005: Songs of Horror and Alcoholism (split 7" společně s Potbelly, PB Records)

+ další nahrávky (např. na kompilacích)